# Острова Кайман на летних Олимпийских играх 1988
Каймановы Острова принимали участие в Летних Олимпийских играх 1988 года в Сеуле (Республика Корея) в третий раз за свою историю, но не завоевали ни одной медали. Сборную страны представляли 8 участников, из которых 1 женщина.

## Состав сборной
Самым молодым участником сборной был 18-летний Микеле Смит, самым старшим — 35-летний Алфред Ибэнкс, оба участвовали в велогонках.
| Вид спорта      | Мужчины | Женщины | Всего |
| --------------- | ------- | ------- | ----- |
| Лёгкая атлетика | 1       | 1       | 2     |
| Велоспорт       | 6       | 0       | 6     |
| Всего           | 7       | 1       | 8     |

## Результаты

### Лёгкая атлетика
Метание копья. Мужчины.
Пол Харлстон 

Квалификация — 62.34m (→ не прошёл в финал)
Марафон. Женщины
Мишель Блаш
2:51:30 (→ 52 место в итоге)